# Ebenthal in Kärnten
Ebenthal in Kärnten (słoweń. Žrelec) – gmina targowa w Austrii, w kraju związkowym Karyntia, w powiecie Klagenfurt-Land. Według Austriackiego Urzędu Statystycznego liczyła 7688 mieszkańców (1 stycznia 2015).